# Moussa Touati
 (janvier 2018).
Si vous disposez d'ouvrages ou d'articles de référence ou si vous connaissez des sites web de qualité traitant du thème abordé ici, merci de compléter l'article en donnant les références utiles à sa vérifiabilité et en les liant à la section « Notes et références ».
Moussa Touati (en arabe : موسى تواتي) est un homme politique algérien  né le 3 octobre 1953 à Beni Slimane, près de Médéa, en Algérie. Il est le fondateur et président du Front national algérien en 1999.

## Biographie
Né à Beni Slimane, il grandit à Tablat. Il est le quatrième d’une fratrie de sept enfants. Après une formation dans le centre des pupilles de la nation il intègre l'Armée nationale populaire (ANP).
Il est candidat à l'élection présidentielle algérienne de 2014. Moussa Touati se classe sixième avec 0,56 % des voix.